# Abschied und Hoffnung
Abschied und Hoffnung (Originaltitel: The Love She Sought) ist ein 1990 entstandener Fernsehfilm des Regisseurs Joseph Sargent. Der Film nutzt den Roman A Green Journey von John Hassler als Vorlage. Der Film hatte seine Fernsehpremiere am 21. Oktober 1990 auf dem US-amerikanischen Sender NBC.

## Handlung
Agatha McGee ist eine strenggläubige Katholikin und Lehrerin in ihrer Heimatstadt in Minnesota. Sie lebt allein, bis sie ihre ehemalige Schülerin Janet bei sich aufnimmt, um sie bei ihrer Schwangerschaft und später bei der Erziehung ihres Kindes zu unterstützen. Zu dieser Zeit beginnt sie auch eine Brieffreundschaft mit dem in Irland lebenden Lehrer James O’Hannon.
McGee beschließt, in den Ruhestand zu gehen, da sie Differenzen mit Bischof Barker hat. Als Abschiedsgeschenk für ihre Verdienste für die Schule erhält sie ein Erste-Klasse-Flugticket für eine Rundreise nach Irland. Auch einige andere Bewohner der Stadt reisen mit ihr, unter anderem Janet und Bischof Baker.
Bei der Ankunft in Irland verlässt McGee die Reisegruppe unter einem Vorwand, um direkt nach Dublin zu fahren und so ihren Brieffreund kennenzulernen. Nach Dublin reist sie als Beifahrerin von Bischof Barker, der sich ebenfalls von der Gruppe getrennt hat, um in Irland Priester anzuwerben. Auf der Fahrt bietet er ihr den Posten der Schulleitung in ihrer ehemaligen Schule an. McGee lehnt jedoch ab.
In Dublin trifft sich McGee mit ihrem Brieffreund, und sie verlieben sich ineinander. Am dritten Tag ihres Kennenlernens teilt ihr O’Hannon mit, dass sie sich nicht wieder sehen können, und geht. Am nächsten Tag beschließt McGee, ihn auf dem Land zu besuchen, und muss feststellen, dass er als Priester arbeitet und sie jahrelang belogen hat. Zurück in der Stadt, erzählt sie der inzwischen auch in Dublin eingetroffenen Janet, die bisher als einzige über die Brieffreundschaft Bescheid wusste, von ihren Erlebnissen. Janet kann McGee schließlich davon überzeugen, O’Hannon zu verzeihen.
In einem Pub kommt es zu einem klärenden Gespräch, an dessen Ende sich beide küssen. Sie wissen jedoch, dass sie aufgrund ihres Glaubens und der damit verbundenen Pflichten nie zusammenleben können.
Auf der Heimreise im Flugzeug nimmt McGee das noch bestehende Angebot von Bischof Baker, als Schulleiterin weiterzuarbeiten, an. Wieder zu Hause, führt sie ihren Briefkontakt mit O’Hannon fort.

## Kritik
„John Hasslers Roman A Green Journey fand in Angela Lansbury und Denholm Elliott zwei ideale, anrührende Interpreten. Niveauvolle Story und niveauvolle Darsteller.“